# Барон Зуш

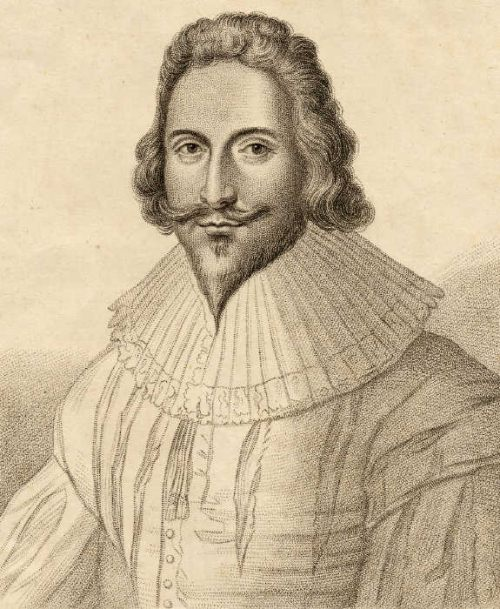
Эдуард ла Зуш, 11-й барон Зуш из Харингуорта

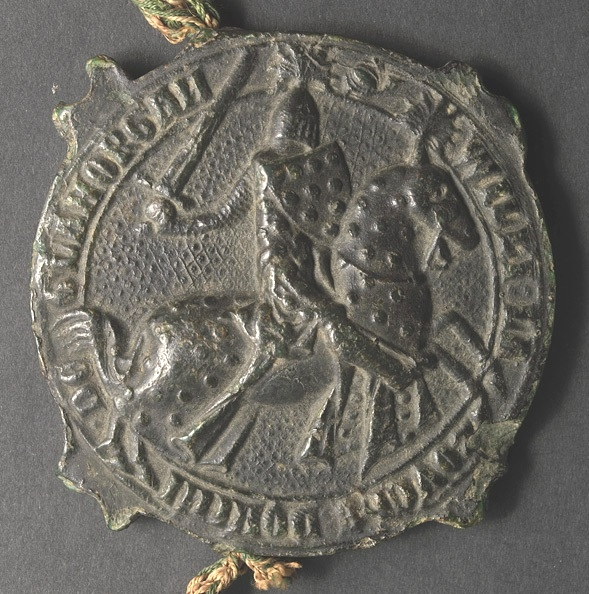
Печать Уильяма ла Зуша, 1-го барона Зуша из Мортимера (умер в 1337), 1329 год

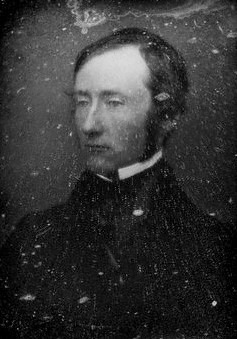
Роберт Керзон, 14-й барон Зуш

Барон Зуш — наследственный титул в системе Пэрства Англии.

## Генеалогия
Семейство Ла Зуш происходит от Алана I ла Зуша (ок. 1093—1150), владельца поместья Северный Молтон в Северном Девоншире (Англия). Алан ла Зуш был бретонским дворянином, который поселился в Англии во время правления короля Генриха II Плантагенета (1154—1189). Он был сыном виконта Джеффри I де Пороэта и Хависа из Бретани. Он женился на Аделина (или Алиса) де Бельмеиз, дочери Филиппа де Бельмеиз и Мод ла Мешен, и умер в Северном Молтоне в 1150 году. Благодаря браку он приобрел поместье Эшби в графстве Лестершир, названное в его честь Эшби-де-ла-Зуш. Его сыном был Роджер ла Зуш (ок. 1175 — ок. 1238), отец Алана II (1205—1270) и Эдо.
Алан II был юстициарием Честера и Ирландии в правление Генриха III (1216—1272). Он был верен королю во время его борьбы с баронами, сражался при Льюисе (1264) и участвовал в работе над Кенилвортским эдиктом (1266). В результате ссоры с Джоном де Варенном, 6-м графом Сурреем в Вестминстер Холле Алан был ранен и умер 10 августа 1270 года. Внук Алана того же имени был вызван в парламент 6 февраля 1299 года как барон ла Зуш из Эшби. Он был губернатором замка Рокингем и стюардом Рокингем Форест. После его смерти в 1314 году без мужского потомства титул оказался в состоянии бездействия.
Эдо был профессиональным военным, в конце жизни он женился на Миллисенте де Кантилуп, от брака с которой у него было три дочери и два сына. Старший сын, Уильям, 16 августа 1308 года был вызван в парламент как барон Зуш из Харингуорта. Его потомок Уильям, 5-й барон ла Зуш (1402—1462), женился на Элис Сеймур, 6-й баронессе Сент-Мор в своём праве, и родившийся в этом браке Уильям унаследовал оба титула. Его мачеха Элизабет Сент-Джон была теткой короля Англии Генриха VII Тюдора. Джон ла Зуш, 7-й барон Зуш (1459—1526), был лишен титулов и владений в 1485 году за верность Ричарду III, но в 1495 году ему были возвращены титул и часть владений. После смерти в 1625 году Эдуарда, 11-го барона Зуша, 12-го барона Сент-Мора, баронский титул Зуш оказался в состоянии неопределённости.
27 августа 1815 года баронский титул был возрожден для сэра Сесила Бишопа, 8-го баронета из Пэрэм-парка (1752—1828), который стал 12-м бароном Зуш. По материнской линии он был потомком Элизабет ла Зуш. Баронство Сент-Мор, однако, остается в бездействии и по сей день. Его старший сын, подполковник Сесил Бишоп (1783—1813), умер при жизни отца в возрасте 30 лет в Онтарио (Канада), от ран, полученных в бою против американцев в войне 1812 года. В 1828 году после смерти Сесила Бишопа, 12-го барона Зуша, баронство Зуш в очередной раз попало в состояние ожидания. 9 февраля 1829 года титул получила его старшая дочь, Гарриет-Энн Керзон (1787—1870), которая стала 13-й баронессой Зуш. Она была женой Роберта Керзона, младшего сына Ашетона Керзон, 1-го виконта Керзона. Ей наследовал внук, Роберт Керзон, 14-й барон Зуш (1810—1873). После его смерти титул перешел к его сыну, Роберту Натаниелу Сесилу Джорджу Керзону, 15-му барону Зуш (1851—1914), а затем к сестре последнего, Дарии Керзон, 16-й баронессе Зуш (1860—1917). Она не была замужем, и ей наследовала её вторая кузина, Мэри Сесил Франкленд, 17-я баронесса Зуш (1875—1965), внучка младшего сына 13-й баронессы. Ей наследовал её внук, Джеймс Ашетон Франкленд, 18-й барон Зуш (1943—2022). 18-й барон в 1944 году стал преемником своего отца в качестве 12-го баронета Франкленда. Ныне держателем титула является Уильям Томас Ашетон Франкленд, 19-й барон Зуш, 13-й баронет Франкленд (род. 1983), сын предыдущего, который наследовал отцу в 2022 году.
Внучка Алана ла Зуш, Джойс ла Зуш, стала женой Роберта Мортимера из замка Ричарда. Один из ее младших сыновей, Уильям ла Зуш принял материнскую фамилию ла Зуш и купил поместье Эшби-де-ла-Зуш у Алана в 1304 году. 26 декабря 1323 года Уильям получил титул барона Зуша из Мортимера. Этот звание пэра стало бездействующим в 1406 году.

## Бароны ла Зуш из Эшби (1299)
• 1299—1314: Алан ла Зуш, 1-й барон ла Зуш из Эшби (9 октября 1267 — ок. 25 марта 1314), старший сын Роджера ла Зуша (ок. 1240/1245 — ок. 1285)

## Бароны Зуш из Харингуорта (1308)
- 1308—1351: Уильям ла Зуш, 1-й барон Зуш (18/21 декабря 1276 — 11/12 марта 1351), сын Эудо ла Зуша (ум. 1279), внук Рожера ла Зуша (1282—1328)[2]
- 1351—1382: Уильям ла Зуш, 2-й барон Зуш (примерно 25 декабря 1321 — 23 апреля 1382), сын Эудо ла Зуша (1297/1298 — 1326), внук предыдущего[3]
- 1382—1396: Уильям ла Зуш, 3-й барон Зуш (примерно 1355 — 4 мая 1396), сын предыдущего[4]
- 1396—1415: Уильям ла Зуш, 4-й барон Зуш (примерно 1373 — 3 ноября 1415), сын предыдущего от второго брака[5]
- 1415—1462: Уильям ла Зуш, 5-й барон Зуш (примерно 1402 — 25 декабря 1462), сын предыдущего[6]
- 1462—1468/1469: Уильям ла Зуш, 6-й барон Зуш, 7-й барон Сент-Мор (примерно 1432 — 15 января 1468/1469), единственный сын предыдущего от первого брака[7]
- 1468/1469 — 1525: Джон ла Зуш, 7-й барон Зуш, 8-й барон Сент-Мор (1459 — примерно март 1525/1526), сын предыдущего[8]
- 1525—1550: Джон ла Зуш, 8-й барон Зуш, 9 барон Сент-Мор (примерно 1486 — 10 августа 1550), сын предыдущего[9]
- 1550—1552: Ричард ла Зуш, 9-й барон Зуш, 10 барон Сент-Мор (примерно 1510 — 22 июля 1552), второй сын предыдущего[10]
- 1552—1569: Джордж ла Зуш, 10-й барон Зуш, 11-й барон Сент-Мор (примерно 1526 — 19 июня 1569), сын предыдущего[11]
- 1569—1625: Эдуард ла Зуш, 11-й барон, 12-й барон Сент-Мор (6 июня 1556 — 18 августа 1625), сын предыдущего[12]
- 1815—1828: Сесил Бишоп, 12-й барон Зуш[англ.] (29 декабря 1752 — 11 ноября 1828), сын сэра Сесила Бишопа, 7-го баронета (ум. 1779)[13]
- 1829—1870: Гарриет-Энн Керзон (урожденная Бишоп), 13-я баронесса Зуш (7 сентября 1787 — 15 мая 1870), старшая дочь предыдущего[14]
- 1870—1873: Роберт Керзон, 14-й барон Зуш[англ.] (16 марта 1810 — 2 августа 1873), старший сын предыдущей[15]
- 1873—1914: Роберт Натаниэл Сесил Керзон, 15-й барон Зуш (12 июля 1851 — 31 июля 1914), единственный сын предыдущего[16]
- 1914—1917: Дариа Керзон, 16-я баронесса Зуш (13 ноября 1860 — 7 апреля 1917), младшая сестра предыдущего[17]
- 1917—1965: Мэри Сесил Франкленд, 17-я баронесса Зуш (15 мая 1875 — 25 сентября 1965), дочь полковника Джорджа Огастеса Керзона (1836—1912), вторая кузина предыдущей. С 1901 года жена сэра Фредерика Уильяма Фрэнсиса Джорджа Франкленда, 10-го баронета (1868—1937)[18]
- 1965—2022 Джеймс Ашетон Франкленд, 18-й барон Зуш, 12-й баронет Франкленд (23 февраля 1943 — 21 сентября 2022), единственный сын майора достопочтенного сэра Томаса Уильяма Ашетона Франкленда, 11-го баронета (1902—1944), внук предыдущей[19]
- 2022 — настоящее время: Уильям Томас Ашетон Франкленд, 19-й барон Зуш, 13-й баронет Франкленд (род. 23 июля 1983), единственный сын предыдущего[20];
  - Наследник титула: достопочтенный Томас Франкленд (род. 2022), единственный сын предыдущего[21].

## Бароны Зуш из Мортимера (1323)
- 1323—1337: Уильям ла Зуш, 1-й барон Зуш из Мортимера (умер 28 февраля 1337), сын Роберта де Мортимера (умер в 1287) и Джойс ла Зуш (умерла около 1289/1290)[22]
- 1337—1546: Алан ла Зуш, 2-й барон Зуш из Мортимера (1317 — 12 ноября 1346), сын предыдущего
- 1346—1368: Хью ла Зуш, 3-й барон Зуш из Мортимера (29 сентября 1338 — 11 июля 1368), сын предыдущего
- 1368—1399: Роберт ла Зуш, 4-й барон Зуш из Мортимера (умер 11 июля 1399)
- 1399—1406: Джойс Бернелл, 5-я баронесса Зуш из Мортимера (умерла 1 января 1406). Титул с в состоянии ожидания с 1406 года.